# 우스판텍어
우스판텍어(Uspantek, Uspanteco)는 과테말라의 우스판텍족이 사용하는 마야어족 언어이다. 과테말라 키체주의 우스판탄(Uspantán)과 플라야그란데이슈칸(Playa Grande Ixcán) 지역에서 쓰인다. 유카텍어 및 초칠어의 한 방언과 더불어, 마야어족에서 유일하게 성조를 발달시킨 언어 중 하나이다. 우스판텍어 모음은 높은 성조와 낮은 성조를 가질 수 있다.

## 참고 문헌
- Can Pixabaj, Telma Angelina, et al. 2007. Gramática uspanteka [Jkemiik yoloj li uspanteko]. Guatemala: Cholsamaj.
- Tuyuc Sucuc, Cecilio. 2001. Vocabulario uspanteko [Cholyool Tzʼunun Kaabʼ]. Guatemala: Academia de Lenguas Mayas de Guatemala, Comunidad Lingüística Uspanteka.
- Vicente Méndez, Miguel Angel. 2007. Diccionario bilingüe uspanteko-español [Cholaj tzijbʼal li Uspanteko]. Guatemala: Cholsamaj.